# Danny Cohen
Daniel Cohen, detto Danny (Londra, 1963), è un direttore della fotografia inglese.

## Biografia
Ha ottenuto una nomination all'Oscar alla migliore fotografia nel 2011 per Il discorso del re di Tom Hooper. Con Hooper ha collaboratore in cinque occasioni: Longford (2006), John Adams (2008), Il discorso del re (2010), Les Misérables (2012), and The Danish Girl (2015).

## Filmografia parziale

### Cinema
- Dead Babies, regia di William Marsh (2000)
- Dieci minuti più vecchio: il violoncellista (Ten Minutes Older: The Cello), regia collettiva (2002) - episodio ("About Time 2")
- Il mio nuovo strano fidanzato (Seres queridos), regia di Dominic Harari e Teresa Pelegri (2004)
- Creep - Il chirurgo (Creep), regia di Christopher Smith (2004)
- This Is England, regia di Shane Meadows (2006)
- I Love Radio Rock, regia di Richard Curtis (2009)
- Glorious 39, regia di Stephen Poliakoff (2009)
- Il discorso del re (The King's Speech), regia di Tom Hooper (2010)
- Johnny English - La rinascita (Johnny English Reborn), regia di Oliver Parker (2011)
- Les Misérables, regia di Tom Hooper (2012)
- London Road, regia di Rufus Norris (2015)
- Room, regia di Lenny Abrahamson (2015)
- The Danish Girl, regia di Tom Hooper (2015)
- The Program, regia di Stephen Frears (2015)
- Florence, regia di Stephen Frears (2016)
- Final Portrait - L'arte di essere amici (Final Portrait), regia di Stanley Tucci (2017)
- Vittoria e Abdul (Victoria & Abdul), regia di Stephen Frears (2017)
- Disobedience, regia di Sebastián Lelio (2017)
- King of Thieves, regia di James Marsh (2018)
- Downhill, regia di Nat Faxon e Jim Rash (2020)
- Eurovision Song Contest - La storia dei Fire Saga (Eurovision Song Contest: The Story of Fire Saga), regia di David Dobkin (2020)

### Televisione
- The Book Group - serie TV, 6 episodi (2003)
- Longford, regia di Tom Hooper - film TV (2006)
- John Adams - miniserie TV, 2 puntate (2008)
- This Is England '86 - miniserie TV, 2 puntate (2010)
- The Hollow Crown - miniserie TV, 1 puntata (2012)